# Josep Vidal i Cadellans
Josep Vidal i Cadellans (Barcelona, 1928 - Igualada, 1960) fou un escriptor català. En vida, només va publicar una novel·la, No era de los nuestros, amb la qual va guanyar el Premi Nadal de 1958. Pòstumament, van sortir a la llum tres obres més.

## Obra
- No era de los nuestros (1958); Premi Nadal de novel·la.
- Juan y la otra gente (1960).
- Cuando amanece (1961).
- Ballet para una infanta (1972).